# Lynda Mekzine
Lynda Mekzine, née le 8 octobre 1975, est une judokate algérienne.

## Biographie
Elle est médaillée d'or en moins de 52 kg aux Championnats d'Afrique de judo 1996 en Afrique du Sud et est éliminée en huitièmes de finale des Jeux olympiques d'été de 1996 à Atlanta par la Polonaise Ewa Larysa Krause ainsi qu'en repêchages par l'Espagnole Almudena Muñoz. Médaillée de bronze aux Jeux méditerranéens de 1997 à Bari en moins de 56 kg, elle remporte l'or la même année aux Championnats d'Afrique de Casablanca.
Elle est ensuite médaillée d'argent en moins de 57 kg aux Championnats d'Afrique de judo 1998 à Dakar, aux Jeux africains de 1999 à Johannesbourg et aux Championnats d'Afrique de judo 2001 à Tripoli, médaillée de bronze en moins de 57 kg aux Championnats d'Afrique de judo 2000 à Alger et aux Jeux méditerranéens de 2001 à Tunis.
En 2005, elle concourt dans la catégorie des moins de 52 kg, obtenant l'argent aux Championnats d'Afrique à Port Elizabeth et le bronze aux Jeux méditerranéens à Almería.

### Compétitions internationales
| Année | Compétition                        | Lieu           | Résultat | Catégorie      |
| ----- | ---------------------------------- | -------------- | -------- | -------------- |
| 1996  | Championnats d'Afrique             | Afrique du Sud | 1re      | moins de 52 kg |
| 1996  | Championnat du Monde Universitaire | Jonquiere      | 3e       | moins de 56 kg |
| 1997  | Jeux méditerranéens                | Bari           | 3e       | moins de 56 kg |
| 1997  | Championnats d'Afrique             | Casablanca     | 1re      | moins de 56 kg |
| 1998  | Championnats d'Afrique             | Dakar          | 2e       | moins de 57 kg |
| 1999  | Jeux africains                     | Johannesbourg  | 2e       | moins de 57 kg |
| 2000  | Championnats d'Afrique             | Alger          | 3e       | moins de 57 kg |
| 2001  | Championnats d'Afrique             | Tripoli        | 2e       | moins de 57 kg |
| 2001  | Jeux méditerranéens                | Tunis          | 3e       | moins de 57 kg |
| 2005  | Championnats d'Afrique             | Port Elizabeth | 2e       | moins de 52 kg |
| 2005  | Jeux méditerranéens                | Almería        | 3e       | moins de 52 kg |